# Кар, Густав фон
Густав фон Кар (нем. Gustav Ritter von Kahr; 29 ноября 1862, Вайсенбург — 30 июня 1934, Дахау) — немецкий политический деятель.
Монархист, близкий к католической Баварской народной партии, хотя он был протестантом и ни в какой партии не состоял.
В 1917 возглавил администрацию Верхней Баварии. С 16 марта 1920 по 21 сентября 1921 года — премьер-министр Баварии.
В сентябре 1923 года, в разгар политического и экономического кризиса, вызванного последствиями Рурского конфликта, Министр-президент Баварии Книллинг объявил режим чрезвычайного положения и назначил Густава фон Кара на пост генерального комиссара Баварии, наделив его почти диктаторскими полномочиями. Вместе с генералом Отто фон Лоссовым и начальником баварской полиции фон Зайсером они формировали правящий тримувират, вынашивавший собственные планы переворота и свержения правительства в Берлине. Дальнейшие события в ноябре 1923 года вылились в нацистский Пивной путч, в подавлении которого Кар принял участие. 17 февраля 1924 его полномочия генерального комиссара Баварии закончились.
С 1924 по 1927 год — председатель Верховного суда Баварии.
Убит нацистами в «Ночь длинных ножей» за участие в подавлении Пивного путча.

## Образ Густава фон Кара в кино
- «Гитлер: Восхождение дьявола» / «Hitler: The Rise of Evil» (Канада, США; 2003) режиссёр Кристиан Дюге, в роли Густава фон Кара — Теренс Харви.